# 山本涼介
山本涼介（日语：／ Yamamoto Ryōsuke，1995年5月15日—））是日本的演員、模特兒。出身自奈良縣。隸屬KON-RUSH旗下。畢業於堀越高等學校。身高188cm。
2023年5月31日，離開研音，加入KON-RUSH。

## 出演

### 電視劇
- 花樣少年少女 ～美男☆樂園～2011 （2011年7月－9月，富士電視台） - 飾演 清荒神明
- 理想的兒子（2012年1月－3月，日本電視台)
- 幽靈媽媽搜查線 （2012年7月－9月，日本電視台） - 飾演 小林元二朗
- Neo Ultra Q（日语：ネオ・ウルトラQ） 第10集（2013年3月16日，WOWOW） - 飾演 本田ユウマ
- 破案蜥蜴 （2013年4月－6月，TBS） - 飾演 槙原聖人
- 段田凜 勞動基準監督官 第3集 （2013年10月16日，日本電視台）
- 羅漢柏三三七拍子 （2014年7月－9月，富士電視台） - 飾演 園田善彥
- 最強名醫3 第4集 （2014年1月29日，朝日電视台） - 飾演 須田幹生
- 三個城市的物語（日语：3つの街の物語） （2015年6月7日，TBS）
- 假面騎士系列（朝日電视台）
  - 假面騎士Ghost （2015年10月） - 深海誠／假面騎士Specter（聲音演出）
  - 假面騎士ZI-O 第14集（2018年12月9日）- 飾演 深海誠／假面騎士Specter（聲音演出）
- 陸王（2017年10月15日－12月24日，TBS） - 飾演 吉田
- 警察之家 第4集（2019年2月1日，TBS）- 飾演 貫井秀之
- 御曹司BOYS（2019年7月6日－8月31日，TOKYO MX） - 飾演 伊達達成
- 同期的櫻 第9集（2019年12月11日，日本電視台） - 飾演 便利商店的男客人
- 相棒 season21 第5集（2022年11月9日，朝日電視台） - 飾演 平山翔太
- 18歲、新妻、不倫。（2023年10月15日－12月18日，朝日放送電視台・朝日電視台） - 飾演 月瀨遙

### 電影
- 只要妳說你愛我 （2014年7月12日，松竹） - 飾演 立川雅司
- 要聽神明的話（2014年11月15日，東寶） - 飾演 平良幹則
- 假面騎士系列 （東映）- 飾演 深海誠/假面騎士Specter
  - 假面騎士×假面騎士 Ghost & Drive 超MOVIE大戰 Genesis（2015年12月12日）
  - 假面騎士1號（2016年3月26日）
  - 劇場版 假面騎士Ghost 100個眼魂與Ghost命運的瞬間（2016年8月6日）
  - 假面騎士平成Generations Dr.Pac-Man對EX-AID&Ghost with 傳說騎士（2016年12月10日）
  - 假面騎士Specter×Blades（2021年6月27日）
- 旅貓日記（日语：旅猫リポート）（2018年10月26日，松竹） - 飾演 澤田幸介
- Template:Linkㄦja（2018年11月23日，MACH） - 飾演 タカシ （Takashi）
- JK☆ROCK（2019年4月6日，Phantom Film） - 飾演 香月丞

## 外部連結
- 山本涼介 Official Site （页面存档备份，存于）
- 研音  山本涼介 Profile （页面存档备份，存于）
- 研音肉体改造部 （页面存档备份，存于）
- MEN'S NON-NO WEB （页面存档备份，存于）
- 山本涼介的Ameba部落格（日語） （页面存档备份，存于）
- 山本涼介的X（前Twitter）
- 山本涼介的Instagram帳戶
- 山本涼介在互联网电影资料库（IMDb）上的資料（英文）

1. ↑  . ORICON NEWS. 2023-06-01  [2023-06-01]. （原始内容存档于2023-06-04）.